# Cetariu
Cetariu là một xã thuộc hạt Bihor, România. Dân số thời điểm năm 2002 là 3892 người.